# Þórarinn Þórisson
Þórarinn Þórisson (Thorarin Thorisson, n. 938) fue un vikingo y bóndi de Espihóll, Hrafnagil, Eyjafjarðarsýsla en Islandia. Era hijo de Þórir Hámundsson. Es un personaje de la saga de Víga-Glúms, saga de Vápnfirðinga, y saga de Laxdœla. Según las saga nórdicas, Þórarinn fue seriamente herido en batalla al norte de Islandia, pero sobrevivió, algo que confirman algunos restos arqueológicos que testimonian que hubo supervivientes con severas heridas en tiempos antiguos:
<..>«le asestaron un golpe que le cortó a través de su hombro de tal manera que sus pulmones cayeron a través de la herida. Halldora Gunnsteinsdóttir, a pesar de ser la esposa de uno de los oponentes de Þórarinn, le asistió hasta que finalizó la lucha.»

## Norður-Múlasýsla
Hubo otro colono con el mismo nombre Þórarinn Þórisson (n. 966) de Hof í Vopnafirði, Norður-Múlasýsla. Es un personaje de la saga Ljósvetninga. Hijo de Þórir Eilífsson (n. 940), un personaje de la saga Þórðar hreðu. Se casó con Halldóra Einarsdóttir (n. 963), una hija de Einar Eyjólfsson, y fruto de esa relación nació Guðrún Þórarinsdóttir (n. 984), que sería esposa de Skegg-Broddi Bjarnasson.